# Fietsverlichting

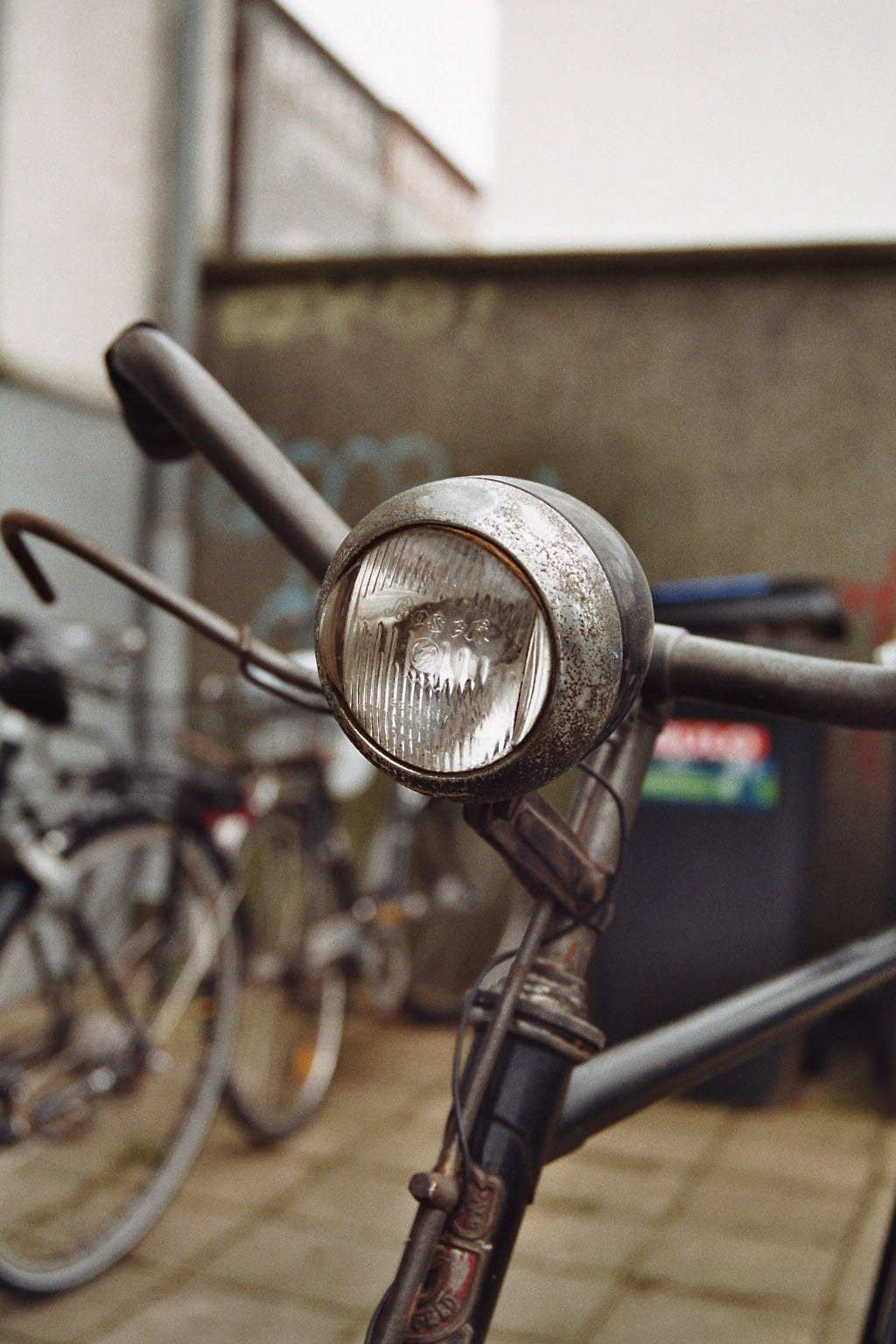
Koplamp

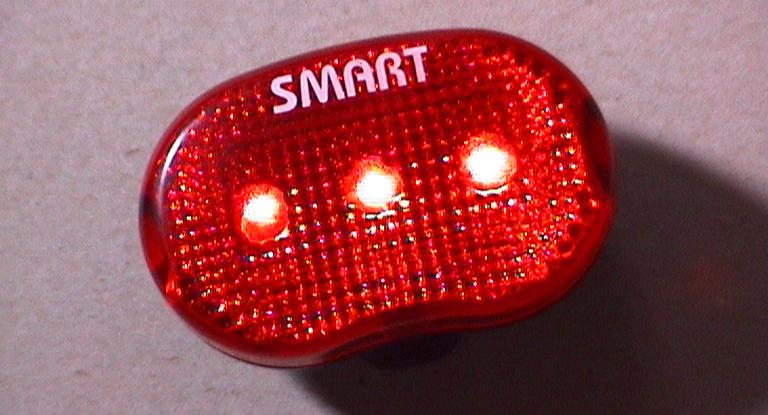
Achterlicht met leds, los te dragen of aan de fiets te bevestigen

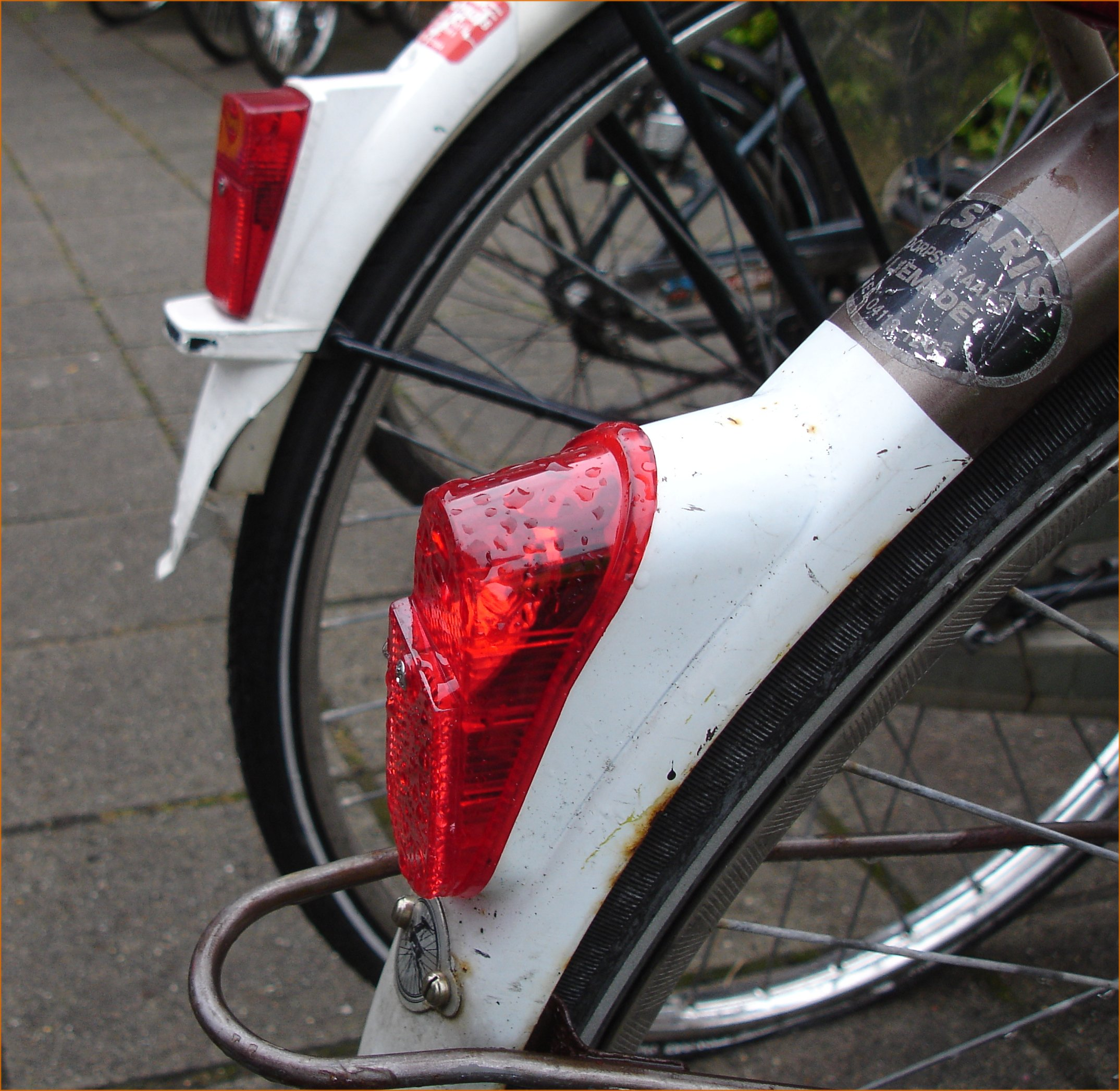
Fietsspatbord met ingebouwd achterlicht

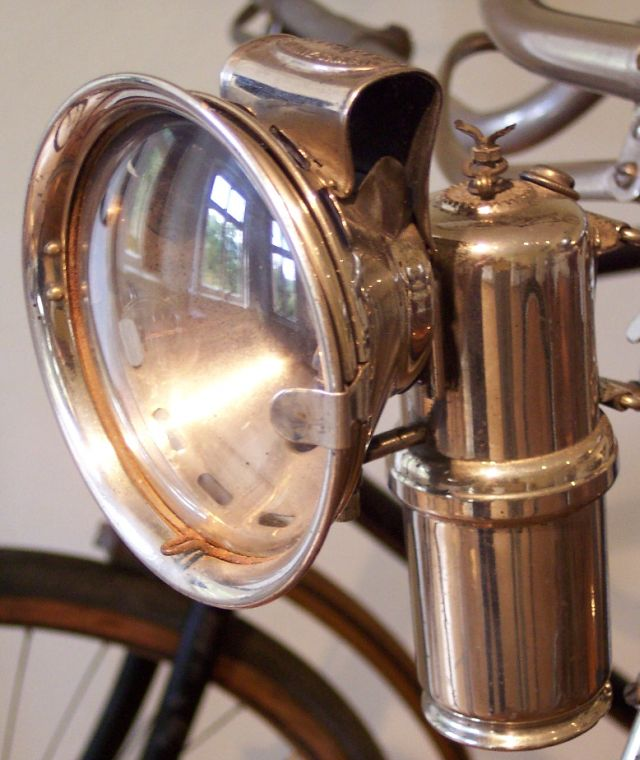
Oude koplamp voor de fiets met carbid als brandstof

Fietsverlichting bestaat uit op een fiets aangebrachte lampen. Fietsverlichting heeft twee functies:
1. zichtbaar zijn voor andere weggebruikers tijdens schemer en duisternis;
2. in het donker je weg kunnen vinden op onverlichte wegen en paden.

Fietsverlichting moet bestaan uit een wit of geel licht uitstralende lamp aan de voorkant van de fiets, de zogeheten koplamp, en een roodgekleurd licht aan de achterkant, de achterverlichting.
Als de koplamp over voldoende vermogen beschikt kan deze het zicht naar voren vergroten. Doordat het achterlicht een andere kleur heeft dan de koplamp kunnen andere weggebruikers de voorkant van de fiets onderscheiden van de achterkant. De zichtbaarheid van de fiets in de duisternis kan ook vergroot worden door het aanbrengen van diverse reflecterende materialen. Dit laatste valt niet onder de wettelijke beschrijving van fietsverlichting.

## Uitvoering
De klassieke koplamp is met een lamphaak op de bovenzijde van het balhoofd gemonteerd. Deze plaatsing is hinderlijk als er aan de voorkant een bagagedrager is of als er een mand aan het stuur hangt. Andere plaatsingen zijn: naast de voorvork bij de dynamo en aan de voorkant van de bagagedrager. Kiest men voor die andere plaatsing, dan mag de lamphaak niet zonder meer verwijderd worden, omdat dan het balhoofd niet goed meer vastgeschroefd kan worden en speling vertoont.
Tegenwoordig wordt een fietslamp vaak op de vorkkroon gemonteerd. Men ziet ook geïntegreerde fietslampen: ingebouwd op de punt van het voorspatbord, als onderdeel van de voorvork op de vorkkroon en ingebouwd in de balhoofdbuis.
In al deze gevallen, behalve het laatste, draait de lamp mee als er aan het stuur wordt gedraaid.
Het achterlichtje moest voorheen op het achterspatbord bevestigd worden. Gazelle produceerde spatborden met ingebouwd achterlicht. Tegenwoordig bevindt het achterlicht zich hoger, als er een bagagedrager aanwezig is in de holte tussen de bagagedrager en het spatbord. Dit achterlicht is gecombineerd met een rode reflector.

## Typen
De koplamp en het achterlicht bestaan uit een gloei- of ledlampje dat als lichtbron in een behuizing zit. Als gloeilamp wordt tegenwoordig vaak een halogeenlamp gebruikt. Met name bij ledverlichting zitten er vaak meerdere lampjes in een behuizing. De fietsverlichting zit direct in of aan de fiets bevestigd of wordt bij sommige ledverlichtingen "los" gedragen.
De stroomvoorziening van de fietsverlichting komt meestal van een fietsdynamo, of van batterijen of accu's.
Dynamo's zijn er in twee soorten: de dynamo met aandrijving via het wiel, en de tegenwoordig veel gebruikte naafdynamo die in de voornaaf zit ingebouwd. Het oudere type dynamo wordt aangedreven door een van de wielen en zal zo de benodigde stroom opwekken.
Dynamo's met aandrijving via het wiel hebben enkele nadelen:
- de benodigde bedrading is kwetsbaar.
- corrosie op de bevestigingspunten van dynamo of lamp kan ervoor zorgen dat de lamp niet brandt. Bij dubbelpolige bedrading wordt dit probleem ondervangen.
- de dynamo geeft veel weerstand tijdens het fietsen.
- de dynamo geeft lawaai.
- het aandrijfwieltje gaat op den duur slippen op de band, met name bij regen en ijs wanneer zichtbaarheid extra belangrijk is. Dit is vaak slecht te voorzien.

Naafdynamo's zijn zeer betrouwbaar en ongevoelig voor weersomstandigheden. Ze werken geluidloos en geven geen merkbare weerstand tijdens het fietsen.
De los gedragen ledverlichting werkt met batterijen. Voordeel van deze verlichting is dat deze nauwelijks kapotgaat en blijft branden als de fiets stilstaat. Ook is deze verlichting minder kwetsbaar omdat er geen bedrading nodig is.
Er zijn wel enkele punten van zorg:
- Er zijn draagbare ledlampjes in de handel met knoopcelbatterijen, welke snel opraken.
- De batterijen moeten tijdig vervangen of, indien mogelijk, opgeladen worden. Het is absoluut nodig af en toe te controleren of de verlichting nog voldoende helder brandt.
- Houd er rekening mee dat oplaadbare batterijen heel snel geen stroom meer leveren als ze bijna leeg zijn. Bij halogeenverlichting valt het licht al na 5 minuten weg, bij ledverlichting is dat ca. 1 uur. Om die reden is het verstandiger gewone batterijen te gebruiken die dat nadeel niet hebben.
- Batterijen horen bij klein chemisch afval.

Moderne koplampen op dynamo hebben vaak een zeer krachtige led en presteren dan beter dan halogeenlampen. Omdat ledlampen veel groen en blauw licht geven kun je er ook veel verder mee zien in het donker. De staafjes die voor het nachtzicht zorgen zijn voor die kleuren zeer gevoelig.

## Zichtbaarheid
In wet- en regelgeving (art. 35 en 35a RVV) wordt geen minimale lichtsterkte voorgeschreven. Woorden zoals 'helder', 'duidelijk' of 'deugdelijk' komen in de wet niet voor. De wet eist enkel dát er licht gevoerd wordt.
De meesten vinden dat ze zichtbaar zijn als ze zelf nog wat kunnen zien. Deze benadering is niet toereikend, vooral niet bij mensen met goed nachtzicht. Ouderen en nachtblinden zien minder, en de verschillen kunnen enorm zijn. De ervaring leert dat er relatief veel en ernstige ongevallen plaatsvinden tijdens de late schemering. Ook het donker is een gevaarlijke periode.
Daarbij kent ook goed nachtzicht aanzienlijke beperkingen. Enkele daarvan zijn:
1. Je ziet minder scherp naarmate het donkerder is, bij duisternis wordt het beeld korrelig.
2. Je ziet geen kleuren, met name rood is in het donker niet zichtbaar (de staafjes zijn daar ongevoelig voor).
3. De ogen werken trager naarmate het donkerder wordt. Bij zeer donkere omstandigheden heb je al gauw 0,5-1 sec. nodig om een object te onderscheiden (even kijken is dus niet genoeg). Ook worden bewegingen in het donker minder goed en soms zelfs niet waargenomen.
4. Aanpassing aan het donker duurt al gauw enkele minuten (oplopend tot 20). Het effect van verblinding kan daardoor gevaarlijk lang aanhouden.
5. Felle lichtbronnen werken verblindend waardoor donkere objecten in de nabijheid niet meer zichtbaar zijn. Zo is een onverlichte fietser naast een fietser met fel licht totaal onzichtbaar voor de tegenliggers.

Het vermogen om in te spelen op plotselinge veranderingen is bij duisternis dus veel minder dan overdag.
Goed zichtbaar is men pas als men in enkele tienden van een seconde duidelijk opgemerkt wordt. Dat is namelijk de tijd die weggebruikers nodig hebben om in een bepaalde richting te kijken. Voor- en achterlicht moeten daarom opvallen tegenover glimmende objecten in het licht van een straatlantaarn. Ook dienen voor- en achterlamp voldoende zijwaarts licht te geven.
Tegemoetkomend verkeer moet afstand en snelheid van de fiets kunnen inschatten. Op onverlichte wegen lukt dat alleen als de lichtplek van de bundel op de weg duidelijk zichtbaar is. Is dat niet het geval, dan zal de automobilist groot licht moeten gebruiken.
Goede verlichting heeft het voordeel dat anderen meer rekening met je houden (bijvoorbeeld voorrang geven en dimmen). Dat is niet alleen prettiger maar ook veiliger.
Zichtbaarheid betekent ten slotte dat je andere weggebruikers niet verblindt. In dat geval kunnen ze niet inschatten waar zij zelf zijn en waar de ander zich bevindt, met alle risico's van dien.

## Zicht
Moderne koplampen kunnen door de ontwikkeling van hoogwaardige halogeen- en ledverlichting in het donker het weggedeelte voor de fiets goed beschijnen. Fietsverlichting met gewone gloeilampjes en laagwaardige ledlampjes biedt de fietser hooguit matig en soms zelfs geheel geen zicht op de weg voor hem, en dient dan alleen maar om zichtbaar te zijn voor de overige weggebruikers.
De maximale gevoeligheid voor licht ligt voor de kegeltjes (dagzicht) bij het geel, maar voor de staafjes (nachtzicht) bij blauwgroen. Ledverlichting heeft daar een veel hogere opbrengst en geeft beter zicht op de weg dan halogeenverlichting met hetzelfde vermogen.
Voor goed zicht in het donker op een onverlichte weg gelden enkele aanbevelingen met betrekking tot zicht en orientatie:
- de lamp is goed afgesteld: een bundel die naar boven schijnt verlicht de weg niet. (dit komt verrassend veel voor, vooral bij nieuwe fietsen)
- de bundel verlicht de breedte van een smalle weg op 10 m afstand.
- de lamp geeft buiten de bundel genoeg licht om reflectorpaaltjes, richting- en verkeersborden van afstand op te merken en van nabij te lezen
- de bundel is sterk genoeg om gaten, stenen, obstakels, glassplinters en een scherpe bocht in de weg tijdig op te merken. Daarvoor moet je minstens 10 m ver kunnen zien. Extra hoge eisen aan de voorlamp gelden bij slecht (nacht)zicht en als er bij hoge snelheden in het donker wordt gereden (bv. ligfietsen en trektochten in geaccidenteerd terrein).
- de bundel verlicht de weg bij voorkeur gelijkmatig
- Voor mensen met goed nachtzicht moet de bundel niet te sterk zijn: in dat geval zie je niets van de omgeving. Je hoort in zwak (maan)licht huizen en bomen langs de weg te kunnen zien.

## Levensduur en vervangbaarheid van de lichtbron
Ledverlichting gaat qua levensduur van de lichtbron het langst mee, maar bij een kapotte lichtbron in de behuizing is deze niet tot nauwelijks geschikt om los te vervangen. Gloeilampjes zijn vervangbaar doordat ze een fitting hebben. Hoogwaardige ledlampjes kunnen tienduizenden branduren meegaan. De halogeenlampjes voor de fietsverlichting gaan over het algemeen met 50 tot 100 branduren relatief kort mee.

## Automatische fietsverlichting
Bij automatische fietsverlichting is er een lichtsensor ingebouwd waarmee de verlichting zichzelf aanzet. Daarbij kunnen met name dynamo-aangedreven koplampen standlicht hebben zodat de fietsverlichting, meestal nog enige minuten in afgezwakte vorm, blijft branden. Bij achterlichten kan dit ook aanwezig zijn. Bedenk wel dat het batterijverbruik duidelijk hoger is in de automatische stand.

## Voorschriften in Nederland
Volgens artikel 35 RVV moeten fietsers bij dag, indien het zicht ernstig wordt belemmerd, en bij nacht voor- en achterlicht voeren. Volgens artikel 92 RVV is het overtreden van deze regel een strafbaar feit. Regelmatig houdt de politie acties waarbij een groot aantal bekeuringen voor fietsen zonder licht wordt uitgedeeld. Toch blijft een groot deel van de fietsers in Nederland zonder verlichting rijden.
Knipperende verlichting is wettelijk niet toegestaan. In de praktijk knippert fietsverlichting vaak, niet alleen doordat de verlichting zo gefabriceerd is, maar ook doordat de dynamo slecht functioneert.
Over het algemeen zijn de voorschriften voor fietsverlichting minder streng dan voor motorvoertuigen:
- De verlichting van een motorvoertuig moet intact zijn, ook overdag als de verlichting niet brandt. Bij een fiets hoeft dat niet.
- Trekt een auto een aanhangwagen, dan moeten de achterlichten van de auto normaal functioneren. Het achterlicht van een fiets hoeft niet te branden als de fiets een aanhangwagen trekt (zie ook fietskar).
- Een motorvoertuig mag niet meer en niet minder reflectie hebben dan is voorgeschreven. Een fiets mag niet minder (ook overdag) maar wel meer reflectie hebben.

Er wordt weleens beweerd dat fietsverlichting op batterijen niet toegestaan is. Dat is een misvatting. Wel gold tot 2008 dat fietsverlichting zich op de fiets moest bevinden. Tegenwoordig zijn lampen op de kleding van de fietser ook toegestaan.
Meer verlichting aan de voorkant van de fiets is alleen toegestaan wanneer de fiets twee voorwielen heeft. Dan is het toegestaan om twee voorlichten te hebben.

### Wijzigingen van de voorschriften sinds 1 november 2008
Het voorschrift dat de verlichting aan de fiets zelf moet zijn bevestigd en niet afgeschermd mag zijn is vervallen. Daarvoor in de plaats zijn deze regels gekomen:
- De fietsverlichting mag niet of nauwelijks bewegen ten opzichte van fiets, rug of borst.
- Het voorlicht moet voortdurend zichtbaar zijn voor tegemoetkomend verkeer.
- Het achterlicht moet voortdurend zichtbaar zijn voor achteropkomend verkeer.
- Het voorlicht mag door de bestuurder ook op de borst geplaatst worden.
- Het achterlicht mag door de fietser of passagier ook op de rug bevestigd worden.
- Het verplichte keurmerk voor het achterlicht vervalt.

### Reflecterende materialen
Naast verlichting is in Nederland ook het gebruik van reflecterende materialen verplicht. Op de wielen dient aan de zijkanten wit of geel reflecterend materiaal te zijn aangebracht en op de (achterste) bagagedrager of het achterspatbord is een rode reflector verplicht. Bovendien dient de fiets voorzien te zijn van geel reflecterende pedalen; deze vergroten de herkenbaarheid van de fiets aan de voor- en achterzijde. Het is toegestaan daarnaast andere reflectoren te gebruiken, bijvoorbeeld op de fietstas en aan de voorkant van de fiets (hier moet wit of geel worden gebruikt).